# Albrechtice (Drahonice)
Albrechtice (německy Albrechtitz) jsou malá vesnice, část obce Drahonice v okrese Strakonice v Jihočeském kraji. Nachází se asi 1,5 kilometru východně od Drahonic. V roce 2011 zde trvale žilo 58 obyvatel.
Albrechtice jsou také název katastrálního území o rozloze 2,48 km².

## Historie
První písemná zmínka o vesnici pochází z roku 1253.

## Obyvatelstvo
| Rok            | 1869 | 1880 | 1890 | 1900 | 1910 | 1921 | 1930 | 1950 | 1961 | 1970 | 1980 | 1991 | 2001 | 2011 | 2021 |
| -------------- | ---- | ---- | ---- | ---- | ---- | ---- | ---- | ---- | ---- | ---- | ---- | ---- | ---- | ---- | ---- |
| Počet obyvatel | 171  | 142  | 127  | 161  | 152  | 156  | 164  | 134  | 108  | 92   | 76   | 64   | 62   | 58   | 98   |
| Počet domů     | 21   | 21   | 21   | 21   | 24   | 24   | 29   | 30   | 29   | 26   | 25   | 32   | 35   | 37   | 39   |

## Obecní správa
Při sčítání lidu v letech 1850–1927 Albrechtice byly osadou obce Drahonice v okrese Písek. V letech 1928–1973 byly samostatnou obcí, se kterým patřily nejprve do okresu Písek, ale v roce 1950 v okrese Vodňany a od roku 1960 v okrese Strakonice. Od 1. ledna 1974 jsou opět částí obce Drahonice v okrese Strakonice.

## Pamětihodnosti
- Kaple svatého Jana Nepomuckého (kulturní památka ČR)

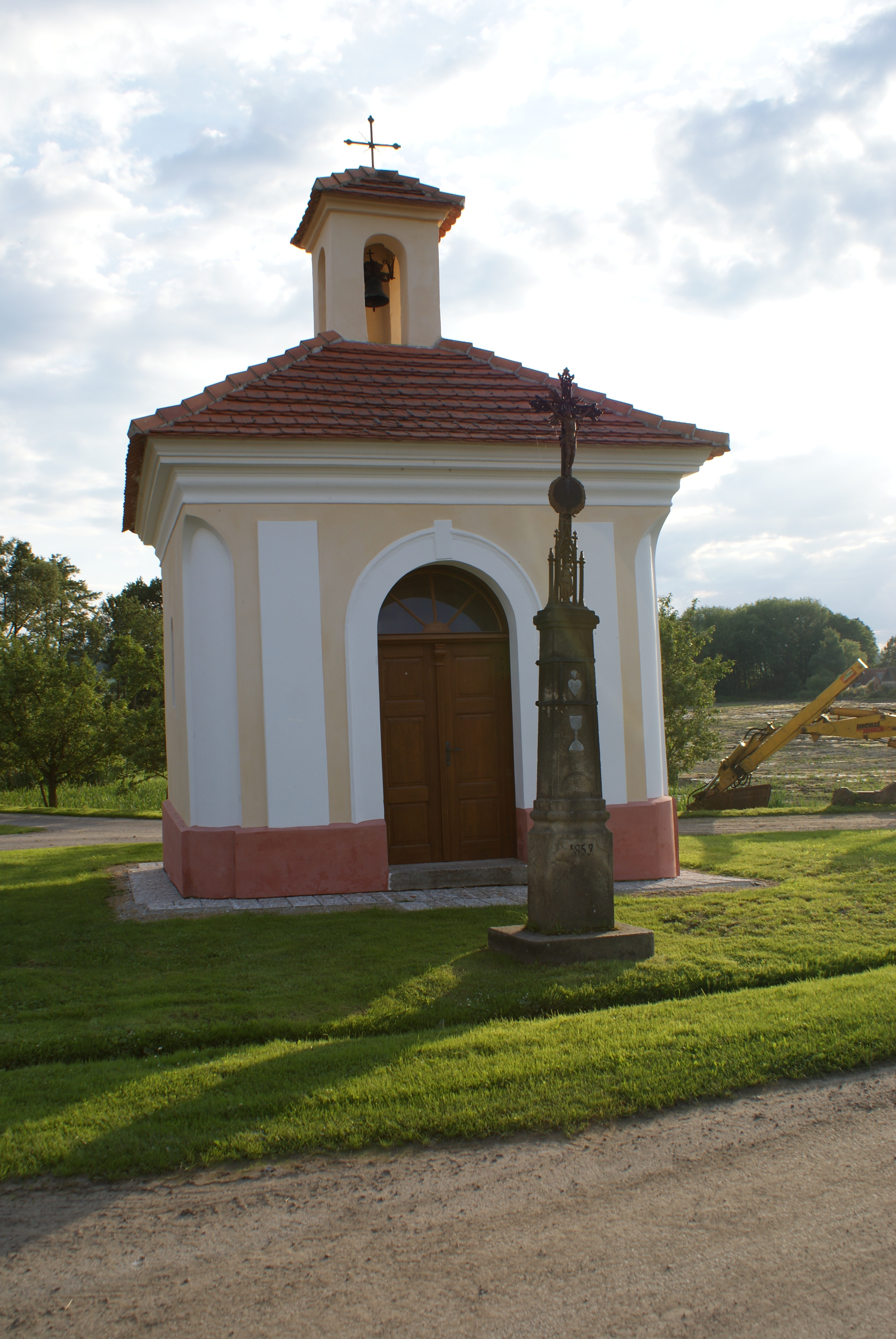
Kaple svatého Jana Nepomuckého